# Evarcha jucunda
Evarcha jucunda is een spin uit de familie der springspinnen die voorkomt in het Middellandse Zeegebied. De wetenschappelijke naam van de soort werd in 1846 als Salticus jucundus gepubliceerd door Hippolyte Lucas.
De vrouwtjes worden 6 tot 7 mm groot, de mannetjes worden 5 mm. De dieren zijn te vinden in droge gebieden in de boom- en struiklaag.